# Tomàs Sobrequés i Masbernat
Tomàs Sobrequés i Masbernat (Girona, 1878 – 1945) va ser violoncel·lista, pedagog musical i promotor de gran nombre d'iniciatives musicals a la Girona de la primera meitat del segle xx.

## Biografia
Estudià violoncel i harmonia a Barcelona amb Bonaventura Dini i Enric Morera. En fundar-se l'Escola Normal de Girona l'any 1915, en va ser el primer professor de música, i ocupà el càrrec fins a la guerra.
Promogué gran quantitat d'iniciatives musicals en la Girona de la seva època. Així, el 1908 fundà la Schola Orpheonica de Girona. Va ser organitzador i fundador juntament amb Josep Saló i Bos i Francesc Perich de l'Associació Musical Gironina, i inaugurà l'entitat cultural "Athenea" amb un concert del seu Cuarteto de la Academia Musical Gerundense al 1913. Promogué l'edició de la revista musical Scherzando (que es publicà entre 1906 i 1935), i els concerts de la "Casa de Música Sobrequés" que s'inauguraren amb una interpretació d'Enric Granados el 1905. Va ser fundador i membre del Quintet Empòrium, del març de 1917  Arxivat 2010-03-31 a Wayback Machine., que es desfeu en la seva mort. A més, es va fer càrrec en diferents etapes del Teatre Principal i de la direcció del Teatre Albéniz, i va portar a Girona la cupletista Raquel Meller, la soprano María Barrientos i el violoncel·lista Pau Casals.
D'entre els seus alumnes de música hi hagué la futura escriptora d'anomenada Aurora Bertrana i els músics Josep M. Serra i Josep Moreno i Pallí. Compongué algunes peces: un minuet, cançons per a infants i la sardana Papallona enamorada. També transcriví obres d'autors clàssics.
Descendents seus han estat el seu fill, l'historiador Santiago Sobrequés i Vidal, i el seu net, l'historiador i polític Jaume Sobrequés i Callicó.